# Preston Deanery
Preston Deanery är en by i civil parish Hackleton, i distriktet West Northamptonshire, i grevskapet Northamptonshire i England. Byn är belägen 6 km från Northampton. Orten har 35 invånare (2009). Preston Deanery var en civil parish fram till 1935 när blev den en del av Hackleton. Civil parish hade 103 invånare år 1931. Byn nämndes i Domedagsboken (Domesday Book) år 1086, och kallades då Prestone.